# 科馬里夫卡 (基輔州)
50°30′20″N 29°31′2″E / 50.50556°N 29.51722°E
科馬里夫卡（烏克蘭語：Комарівка）是位於烏克蘭北部的村莊，由基辅州布恰区的馬卡里夫市鎮負責管轄。該村始建於1644年，面積0.2平方公里，海拔高度167米，2001年人口584。